# Mateucharis rugulosa
Mateucharis rugulosa är en stekelart som beskrevs av John M. Heraty 2002. Mateucharis rugulosa ingår i släktet Mateucharis och familjen Eucharitidae.
Artens utbredningsområde är:
- Tanzania.
- Zimbabwe.

Inga underarter finns listade i Catalogue of Life.